# Susan George (actriz)
Susan George (Londres, 26 de julio de 1950) es una actriz británica de cine y televisión. Uno de sus papeles más conocidos fue el que representó en la película Perros de paja (1971), de Sam Peckinpah, protagonizada por ella misma y Dustin Hoffman.

## Vida personal
Estuvo casada con el actor británico Simon MacCorkindale desde el 5 de octubre de 1984 hasta su fallecimiento  por cáncer el 14 de octubre de 2010. La pareja no tuvo hijos.

## Filmografía
- Cup Fever (1965)
- Davy Jones' Locker (1966)
- Billion Dollar Brain (1967)
- The Sorcerers (1967)
- The Strange Affair (1968)
- Up the Junction (1968)

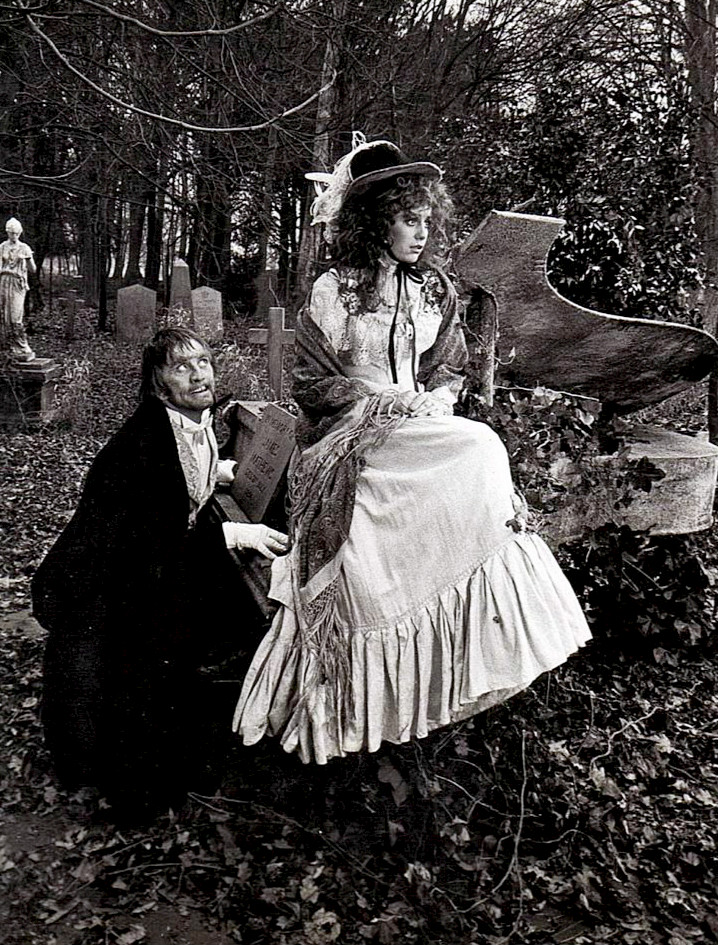
Susan George y Kirk Douglas, en una versión para televisión de Doctor Jekyll y Mister Hyde de 1973.

- All Neat in Black Stockings (1968)
- The Looking Glass War (1969)
- Twinky (aka Lola) (1969)
- Eyewitness (1970)
- Spring and Port Wine (1970)
- Straw Dogs (Perros de paja, 1971)
- Die Screaming, Marianne (1971)
- Fright (1971)
- Dirty Mary, Crazy Larry (1974)
- Out of Season (1975)
- Mandingo (1975)
- A Small Town in Texas (1976)
- Tintorera (1977)
- Tomorrow Never Comes (1978)
- Enter the Ninja (1981)
- Venom (1981)
- The House Where Evil Dwells (1982)
- Kiss My Grits (1982)
- The Jigsaw Man (1983)
- Lightning, the White Stallion (1986)
- Djavolji raj (1989) – Ana (aka That Summer of White Roses)
- In Your Dreams (2008)
- City of Life (2009)